# EDonkey2000
（又称，可缩写为，中文一般称电驴）是MetaMachine公司开发的一个可跨平台运行于Windows、Mac OS、Linux等操作系统的闭源免费的P2P文件共享软件，可连接eDonkey网络和Overnet网络。
2005年9月28日，在遭到美国唱片业协会的侵权控告并败诉后，MetaMachine公司关闭了eDonkey2000官方网站，之后又停止了eDonkey2000软件的开发。但是eDonkey2000软件的主要P2P网络，同时也是MetaMachine公司为eDonkey2000原创研究出的网络eDonkey网络（即eD2k网络、电驴网络），至今仍被广泛使用，可连接该网络的知名P2P软件有eMule、aMule、MLDonkey、Lphant、Shareaza等。其中eMule及其修改版用户占了超过90%，是现在使用最广泛的基于eDonkey网络的P2P文件共享软件。

## 历史

eDonkey2000 logo

eDonkey2000的原作者为Jed McCaleb。第一版于2000年9月6日发布。2000年9月16日，可运行于Microsoft Windows和Linux上的客户端和服务器端版本发布。
和早先的P2P软件Napster相比，eDonkey2000可以从不同客户端来源下载同一文件的不同片段。这样能够更加有效地利用所有来源，而不是仅使用同一来源。
eDonkey2000最初的几个版本和Napster一样，服务器是相互独立的。但是后来的服务器版eDonkey2000启用了服务器以形成一个搜索网络。这使得服务器可以从连接于本地的客户端向其他服务器进行搜索查询，也可以允许客户端于服务器网络中的任何服务器上找到来源，因而增加了下载群的大小。用户也可以找到并下载同一服务器上的客户端没有的文件。
与Napster相比的第三个好处是eDonkey2000在搜索时使用了文件Hash，而不是简单的文件名。用户搜索的是关键字，对在eD2k服务器上存储的文件名列表进行匹配，但服务器返回到客户端的则是一个与这些文件相应的Hash值列表。选择文件后，客户端会根据Hash值进行下载。这意味着，一个文件可以有不同的文件名和不同的客户端来源，但是只要是拥有相同Hash值的文件，就将被认为是完全相同的文件。
这个客户端和服务器两个级别的P2P网络架构，既不像Napster的那种集中性系统，也不像Gnutella的分散性系统，而是平衡了这两种系统。
Napster的高度集中使之成为了反盗版诉讼的目标。Gnutella的最初设计为完全弃用服务器而进行纯点对点搜索。由于点对点搜索需要大规模的传输开销，因此很快这也被证明是行不通的。
后来第二级P2P文件共享系统使用了类似eDonkey2000的设计（下载由多个来源提供的相同文件的文件段），但是对服务器网络进行了改进，类似的例子有BitTorrent，它将文件搜索功能“搜索Torrent”和搜索下载来源功能“Torrent Tracker”分离了开来。

## 被RIAA起诉
2005年9月，MetaMachine公司人员从美国唱片业协会（RIAA）收到了停止命令。此前，美国最高法院于6月己裁决，给予盗版以便利的软件制造者，应对盗版的侵权行为负有法律责任。许多新闻网站报道说，MetaMachine公司办公室于2005年9月22日关闭，事实上他们已从纽约总部搬到了新泽西州。
不管怎样，2005年9月28日，eDonkey官方网站还是被迫关闭。MetaMachine总裁山姆·亚甘（Sam Yagan）在一份声明中说，该公司将“使eDonkey的用户群转换到一个封闭的P2P环境中，来进行在线零售业务”，并且“希望能实施此业务，以与美国唱片业协会尽快达成和解”。不过这已经对整个eDonkey网络的影响不大，因为eDonkey2000的用户只占了整个eDonkey网络的少数。
2006年9月12日，MetaMachine公司同意支付3000万美元赔偿，以与美国唱片业协会和解，网站内容也被美国唱片业协会的公告代替。
不过现在，用户仍然可以通过eMule、aMule、Shareaza、MLDonkey等其他客户端来连接eDonkey网络。